# Мочалова, Александра Александровна
Алекса́ндра Алекса́ндровна Мочало́ва (род. 3 октября 1977, Киров) — российская поэтесса, художник, график. Член Союза художников России (2010) и Союза писателей России (2019).

## Биография
Мочалова Александра Александровна родилась 3 октября 1977 года в Кирове, в семье поэтессы Людмилы Николаевны Суворовой и художника Александра Петровича Мочалова. В 1999 году окончила Вятское художественное училище имени А. А. Рылова, затем — Литературный институт имени А. М. Горького (отделение поэзии, творческий семинар Андрея Василевского). Работала бутафором в городском театре. Как художник-график оформила несколько книг для различных издательств. Сделала серию оригинальных живописных работ. Принимала участие в художественных выставках.
Как поэт публиковалась в журналах «Новый мир», «Октябрь», «Дружба народов», «Новая юность», «Интерпоэзия», «Луч»; в «Антологии вятской литературы» и др.
В 2005 году вышла первая книга «Молоко для волка», в 2012-м — вторая — «Хакклберри», затем третья — «Рафферти Август» (2018).
В разные годы Александра Мочалова участвовала в Форуме молодых писателей России, Международном Волошинском фестивале и фестивале «Другие голоса». Лауреат областной премии имени А. Грина (2000).
Живёт и работает в Кирове.

## Книги
- Молоко для волка. — Киров, 2005. — 64 с. ISBN 5-85908-041-7 (Народная библиотека)
- Хакклберри. — М.: Воймега, 2012. — 76 с. ISBN 978-5-7640-0118-0
- Рафферти Август. — М.: Воймега, 2017. — 88 c. ISBN 978-5-7640-0200-2[4]

## Цитата
У неё есть и голос, и слух — поэтический (по аналогии с музыкальным). Она пишет долгие красивые стихотворения. Одаренному человеку нужна своевременная смена аудитории. Остальное — таинственно и непредсказуемо.
— Андрей Василевский

## Премии и награды
- Лауреат областной премии имени А. Грина (2000)
- Дипломант Волошинского конкурса (2013)[6]
- Шорт-лист Волошинской премии (2018)[7]
- Дипломант Волошинского конкурса в номинации поэзия за рукопись неопубликованной поэтической книги (2022)
- Лауреат литературной премии Уржумского района имени Николая Заболоцкого (2022)[8]
- Лауреат Международного поэтического конкурса «Состояние полёта» (2023)[9]